# Antonia Johnson
 (février 2023).
Si vous disposez d'ouvrages ou d'articles de référence ou si vous connaissez des sites web de qualité traitant du thème abordé ici, merci de compléter l'article en donnant les références utiles à sa vérifiabilité et en les liant à la section « Notes et références ».
Antonia Margaret Ax:son Johnson (suédois : [anˈtǒːnɪa ˈâksɛlˌsɔn ˈjǔːnsɔn]), née en 1943, est la cheffe de la 4e génération de la compagnie familiale Axel Johnson AB, fondée par son arrière-grand-père en 1873. En 1982, elle succède à son père comme président du conseil d'administration d’Axel Johnson AB, en Suède, et Axel Johnson Inc., à Stamford aux États-Unis.
Selon Forbes, Johnson était la 3e plus riche milliardaire de Suède en 2013.
Le pseudo Ax:son indique une contraction dans le style suédois. Le nom complet étant Axelson.

## Distinctions
- Commandeur grand-croix de l'ordre de Vasa (2024)